# Jarosław Hyk
Jarosław Zbigniew Hyk (ur. 20 marca 1962 we Wrocławiu, zm. 18 kwietnia 2022 w Warszawie) – polski ekonomista, działacz opozycji w okresie PRL.

## Życiorys
W 1984 ukończył studia na Akademii Rolniczej we Wrocławiu. W 2010 został absolwentem studiów ekonomicznych na Uczelni Warszawskiej im. Marii Skłodowskiej-Curie. Pracował początkowo w Instytucie Meteorologii i Gospodarki Wodnej we Wrocławiu, następnie w Okręgowym Przedsiębiorstwie Gospodarki Komunalnej.
Był związany z opozycją demokratyczną, w latach 80. działał w Pomarańczowej Alternatywie. Był aktywistą Niezależnego Zrzeszenia Studentów. Od 1982 należał do Solidarności Walczącej, gdzie organizował wydawanie, druk i kolportaż wydawnictw drugiego obiegu (m.in. „Z Dnia na Dzień”). Współpracował także m.in. z Polską Partią Niepodległościową.
Od 1988 do 1997 był kierownikiem działu przygotowania produkcji w Przedsiębiorstwie Inżynierii Sanitarnej i Budownictwa Wodnego Wod-Kan we Wrocławiu. W latach 1998–2002 prowadził własną działalność gospodarczą. Później pracował w kilku przedsiębiorstwach inżynieryjnych oraz w Ministerstwie Rozwoju Regionalnego. W wyborach w 2001 kandydował do Sejmu z ramienia Akcji Wyborczej Solidarność Prawicy z okręgu wyborczego we Wrocławiu, będąc członkiem Ruchu Odbudowy Polski.
W 2011 odznaczony przez prezydenta Bronisława Komorowskiego Krzyżem Kawalerskim Orderu Odrodzenia Polski.
Jego żoną była Beata Czuma. Był zięciem Andrzeja Czumy.

## Wypadek podczas demonstracji we Wrocławiu 31 sierpnia 1982
31 sierpnia 1982, w czasie stanu wojennego, brał udział w demonstracji we Wrocławiu. W jej trakcie został potrącony i przejechany przez ciężarówkę Zmotoryzowanych Odwodów Milicji Obywatelskiej. Zdarzenie to zostało przypadkowo sfilmowane przez Wojciecha Wójcika. Przemycony za granicę film oraz zdjęcia z tego wypadku zamieściło wówczas wiele zagranicznych agencji informacyjnych, m.in. „Paris Match”. Mylnie informowano przy tej okazji, że człowiek przejechany przez ciężarówkę ZOMO poniósł śmierć.